# Alchemilla polonica
Alchemilla polonica es una especie de planta del género Alchemilla, perteneciente a la familia Rosaceae.

## Taxonomía
Alchemilla polonica fue descrita por Pawł. en 1954.

## Distribución
Se encuentra en el territorio de los Cárpatos occidentales.